# بلو اسپرینگز ویلیج (آرکانزاس)
بلو اسپرینگز ویلیج (به انگلیسی: Blue Springs Village) یک منطقهٔ مسکونی در ایالات متحده آمریکا است که در شهرستان واشینگتن، آرکانزاس واقع شده‌است. بلو اسپرینگز ویلیج ۳۵۷ متر بالاتر از سطح دریا واقع شده‌است.